# Sami al-Dżumajjil
Sami Amin al-Dżumajjil (ur.  w 1980) – libański polityk, maronita, młodszy syn byłego prezydenta Amina al-Dżumajjila, brat zamordowanego Pierre'a Amina al-Dżumajjila, czołowy działacz partii Kataeb. W 2009 r. został wybrany  deputowanym libańskiego Zgromadzenia Narodowego z dystryktu Al-Matin.